# Abdullah al-Rashidi
Abdullah al-Rashidi  (né le 21 août 1963) est un tireur sportif koweïtien.
Spécialiste du skeet, il participe à sept Jeux olympiques consécutivement, entre 1996 et 2021, et remporte la médaille de bronze, à Rio en 2016 en tant qu'athlète olympique indépendant, et à Tokyo en 2021 sous la bannière du Koweït.